# Julius Friedländer (numismate)
Pour les articles homonymes, voir Julius Friedländer (éditeur).
Eduard Julius Theodor Friedländer (né le 25 juin 1813 à Berlin et mort le 4 avril 1884 dans la même ville) est un numismate prussien.

## Biographie
Friedländer est le fils du chercheur privé et collectionneur de pièces Benoni Friedländer (de) et de sa femme Rebecca von Halle, fille du banquier berlinois Joel Samuel von Halle et de sa femme Edel (Adelaide) Levy. Julius Friedländer est baptisé protestant en 1818 avec ses frères et sœurs. Il étudie au lycée berlinois du monastère franciscain et étudie la médecine, l'archéologie et l'histoire aux universités de Bonn et de Berlin. À Bonn, il est membre du Corps Borussia. En 1838 et 1839, il fait une tournée dans les États italiens. En 1840, après avoir terminé son doctorat, Friedländer reçoit un poste (initialement non rémunéré) à la Collection royale de pièces anciennes à Berlin. Grâce à d'importantes acquisitions lors de récents voyages dans les États italiens avec Theodor Mommsen (1844-1847), il jette les bases du cabinet des monnaies (de) du musée Bode de Berlin aujourd'hui. En 1858, il devient chef du département des monnaies anciennes et en 1868 directeur du cabinet de numismatique unifié. À ce titre, il se fait connaître en achetant des collections entières (comme celle du chambellan Adolf von Rauch en 1853, celle de son père Benoni Friedländer en 1861, celle du général britannique Charles Richard Fox à Londres en 1873 et celle du comte Anton von Prokesch-Osten à Graz 1873-1875), à travers des publications, une disposition appropriée et l'utilisation des trésors collectés. À partir de 1872, il est membre à part entière de l'Académie des sciences de Berlin. Sa tombe se trouve au cimetière Sainte-Marie et Saint-Nicolas I dans le quartier Prenzlauer Berg de Berlin.

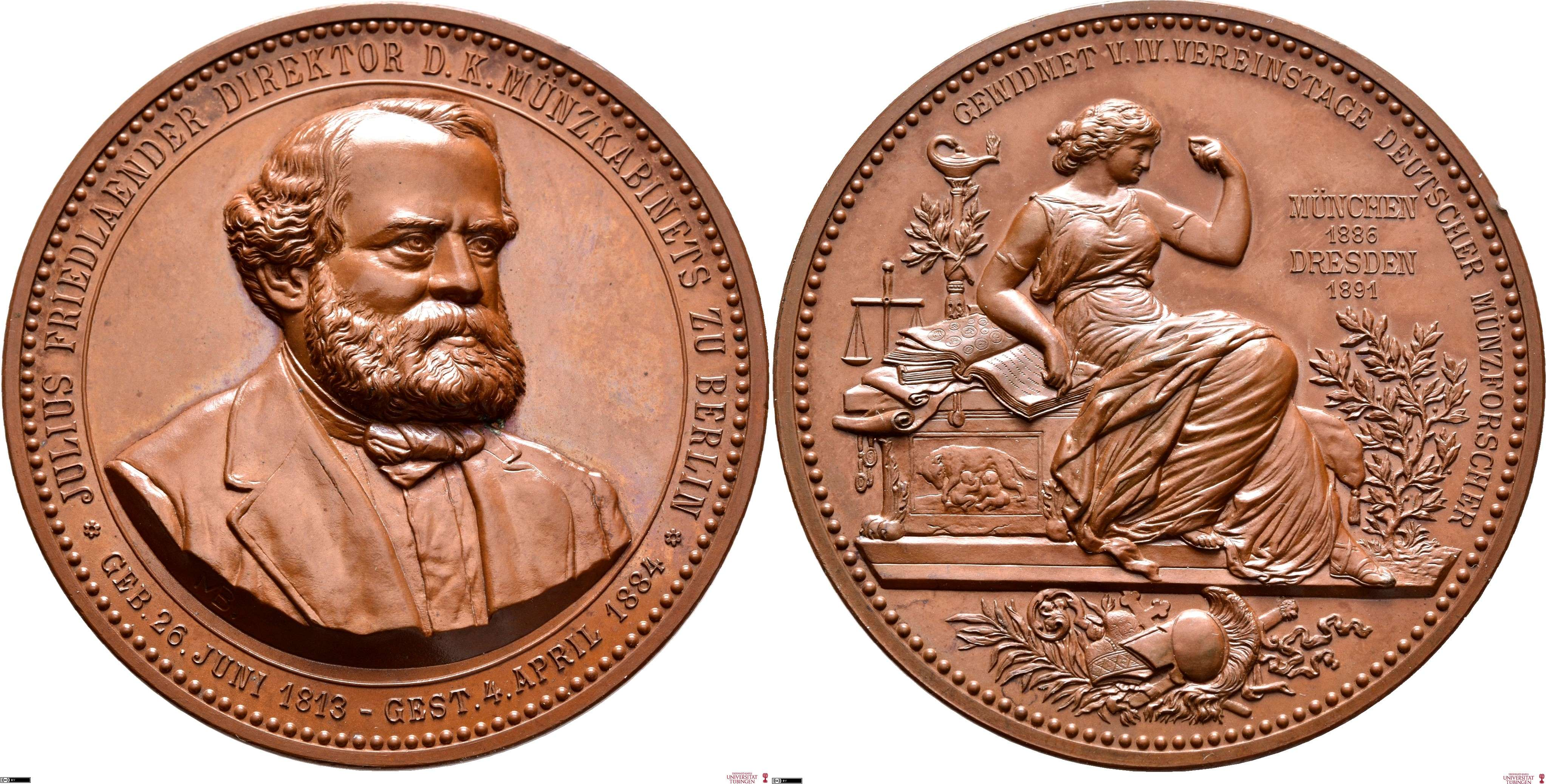
Médaille Julius-Friedlaender 1891

En 1886, les participants à la quatrième journée de l'Association des chercheurs allemands en monnaie décident de frapper une médaille à la mémoire de Julius Friedlaender. Il est publié le cinquième jour de l'association à Dresde en 1891. La pièce est réalisée par le médailleur Max Barduleck (de).

## Publications
- Numismata Inedita. Berlin 1840, (Digitalisat; = Phil. Diss. Kiel 1840).
- Die Münzen der Ostgothen. Trautwein, Berlin 1844, (Digitalisat).
- Der Fund von Obrzycko, Silbermünzen aus dem zehnten christlichen Jahrhundert. Mit drei Kupfertafeln. Trautwein, Berlin 1844 (Digitalisat).
- Die Münzen der Vandalen. Nachträge zu den Münzen der Ostgothen. Wigand, Leipzig 1849, (Digitalisat).
- Die oskischen Münzen. Wigand, Leipzig 1850, (Digitalisat).
- als Herausgeber: Gottfried Schadow: Aufsätze und Briefe, nebst einem Verzeichniss seiner Werke. Zur hundertjährigen Feier seiner Geburt 20. Mai 1764. Buddeus, Düsseldorf 1864 (Digitalisat; 2., vermehrte Auflage. Ebner & Seubert, Stuttgart 1890).
- mit Alfred von Sallet (de): Das Königliche Münzkabinet. Geschichte und Übersicht der Sammlung nebst erklärender Beschreibung der auf Schautischen ausgestellten Auswahl. Schade, Berlin 1873 (2., vermehrte Auflage. Weidmann, Berlin 1877, Digitalisat).
- Die italienischen Schaumünzen des 15. Jahrhunderts. 1430–1530. In: Jahrbuch der Königlich Preussischen Kunstsammlungen. Bd. 1, Heft 1, 1880,  (ISSN 0934-618X), S. 3–11; Bd. 1, Heft 2/4, 1880, S. 78–112, Tafel I–VII;  Bd. 1, Supplement-Heft, 1880, S. 263–270, Tafel VIII; Bd. 2, Heft 1, 1881, S. 24–54, Tafel IX–XIII; Bd. 2, Heft 2, 1881, S. 92–110, Tafel XIV–XVIII; Bd. 2, Heft 3, 1881, S. 157–186, Tafel XIX–XXXIII; Bd. 2, Heft 4, 1881, S. 225–254, Tafel XIV–XXX; Bd. 3, 1882, S. 29–46, S. 136–149, S. 235–267, Tafel XXXI–XLII.
- Ein Verzeichniss von Griechischen falschen Münzen, welche aus modernen Stempeln geprägt sind. Zur Warnung zusammengestellt. Weber, Berlin 1883, (Digitalisat).
- Repertorium zur antiken Numismatik im Anschluss an Mionnet’s Description des Médailles Antiques. Aus seinem Nachlass herausgegeben von Rudolf Weil (de). Reimer, Berlin 1885, (Digitalisat).